# شهرک طالقانی (بهبهان)
شهرک طالقانی یک منطقهٔ مسکونی در ایران است که در دهستان تشان شرقی واقع شده‌است. براساس سرشماری مرکز آمار ایران در سال ۱۳۹۵، شهرک طالقانی ۲۱۱ نفر جمعیت دارد.